# Konstantinos Thanos
Konstantinos Thanos (en griego: Κωνσταντίνος Θάνος; Karditsa, 1 de enero de 1973) es un deportista griego que compitió en lucha grecorromana.
Ganó una medalla de bronce en el Campeonato Europeo de Lucha de 1997, en la categoría de 97 kg. Participó en los Juegos Olímpicos de Sídney 2000, ocupando el cuarto lugar en la categoría de 97 kg.

## Palmarés internacional
| Campeonato Europeo | Campeonato Europeo  | Campeonato Europeo | Campeonato Europeo |
| Año                | Lugar               | Medalla            | Categoría          |
| ------------------ | ------------------- | ------------------ | ------------------ |
| 1997               | Kouvola (Finlandia) | Medalla de bronce  | 97 kg              |